# Rheinlande
Rheinlande ist ein Ausdruck des 19. Jahrhunderts für nicht einheitlich verstandene bzw. nicht scharf umrissene Territorien am Rhein. Dabei handelt es sich nicht um ein Synonym für das Rheinland, obwohl das Wort zunächst in gehobener literarischer Sprachvariante so klingen mag und auch reduziert auf dieses Kernland verwendet wird. Bis Ende des 18. Jahrhunderts war der Ausdruck „Rheinland“ für die Region im Bereich des Rheines nicht geläufig, und dies gilt auch für die „Rheinlande“. Seit Mitte des 20. Jahrhunderts wird die Bezeichnung Rheinlande, sieht man von Historikern ab, allgemein kaum noch benutzt. Der Duden gibt unter dem Eintrag Rheinland als Bedeutung die „nichtamtliche Bezeichnung für die ehemalige preußische Rheinprovinz“ an und führt unter dem Wort Rheinlande die historischen „Siedlungsgebiete der Franken beiderseits des Rheins“ an.
Rheinlande ist damit ein Ausdruck für einen Territorialbereich, der ab Anfang des 19. Jahrhunderts nach Auffassung von Historikern in erster Linie auf die ehemaligen Herrschaftsgebiete im Bereich des Mittel- und Niederrheines zutrifft. Diese Rheinlande wurden überwiegend zur preußischen Rheinprovinz zusammengefasst und betreffen historische Herrschaftsgebiete, die zwischen 1822 und 1945 beiderseits des Rheins zwischen Kleve und Bingen lagen. Rheinlande ist damit ein alternativ in preußischer Zeit geprägter siedlungs- und kulturhistorischer Begriff, der, politisch motiviert, auf einen viel älteren Zeitraum zurückgreifen muss, um die Zusammengehörigkeit der Rheinregionen auf der Grundlage einer „Gefühls- und Volksgemeinschaft“ zu belegen.

## Siedlungsgebiete der Franken

Mitteleuropa im frühen Mittelalter

Auszugehen ist bei dieser Definition von den ursprünglichen fränkischen Siedlungskernen am Niederrhein (Salfranken) und Mittelrhein (Rheinfranken = Francia rhinensis oder ripuarische Franken genannt). Seit dem 3. nachchristlichen Jahrhundert waren die Franken erstmals in der Geschichte nachweisbar und können mit Quellen belegt werden. Eine scharfe Grenzziehung ihrer Siedlungsgebiete ist in dieser frühen Zeit nicht möglich. Nördlich und westlich des Gebietes um Kleve waren die Friesen ansässig, östlich des Rheins saßen die Sachsen, Chatten und Thüringer, südlich von Mainz befand sich der Siedlungsraum der Alemannen und westlich des Mittelrheins hielten sich die langsam zerfallenden spätantiken Rückzugsstrukturen der gallo-römischen Kultur.
Von den Salfranken unter Chlodwig I. ging die Einigung der fränkischen Stämme unter Beseitigung des rheinfränkischen Königtums mit vormaligem Zentrum in Köln, die Expansion nach Westen und Eroberung Galliens sowie die Begründung des Merowinger-Reiches aus. In dieser Zeit verlagerte sich der Schwerpunkt des fränkischen Reiches nach Westen, und die ehemaligen Kerngebiete am Rhein wurden zur Randzone. Westlich vom Mittelrhein setzte sich bis zu einer Linie, die in etwa auch heute noch die Sprachgrenze zwischen der deutschen und der französischen Sprache konstituiert, die fränkische Sprache durch; westlich davon wurden die Franken romanisiert, und diese romanisierten Gebiete werden nicht zu den Rheinlanden gezählt.

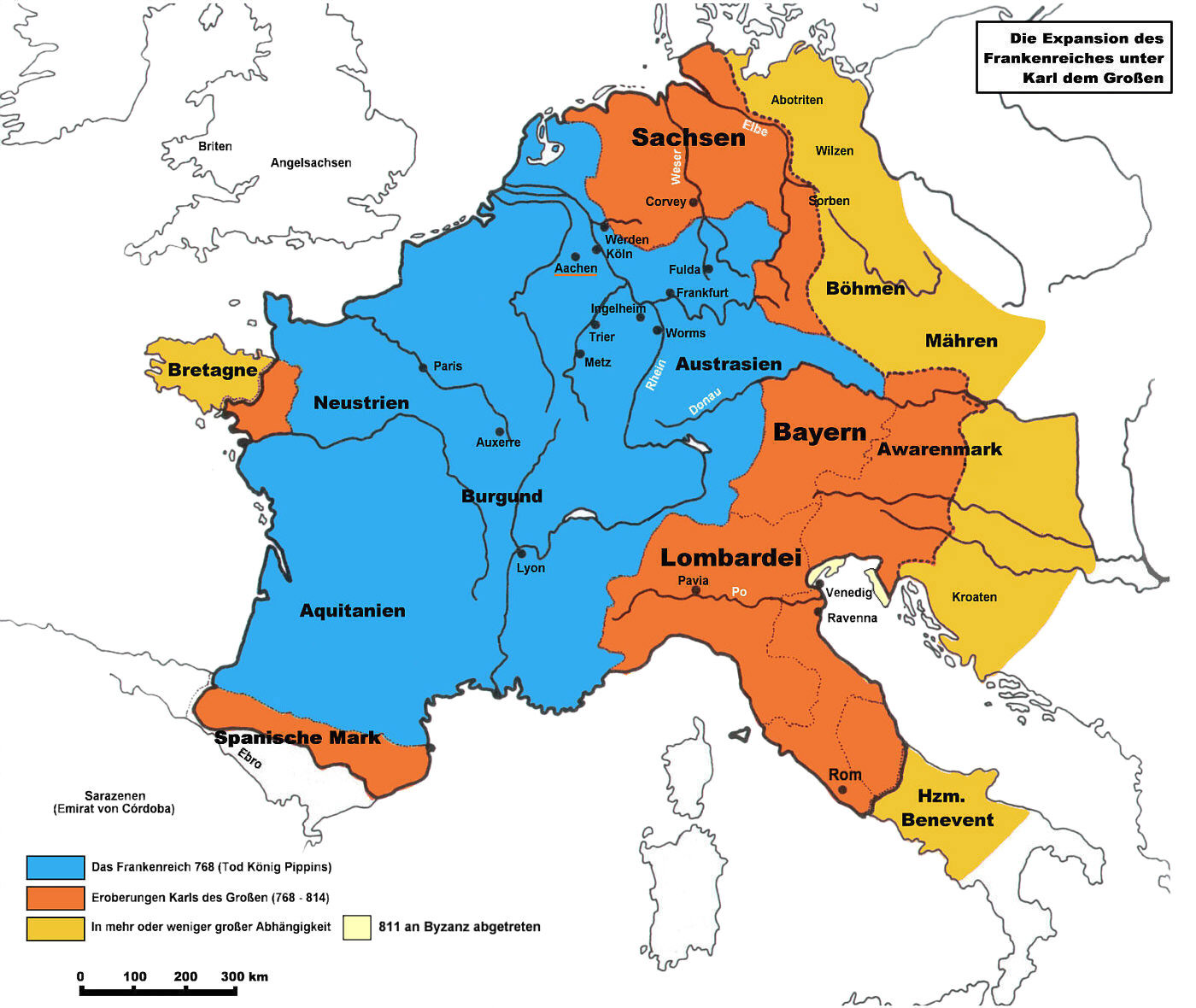
Das Reich der Karolinger unter Karl dem Großen

Ein weiteres Stammgebiet der Franken lag östlich des Mittelrheins entlang und nördlich der Main-Linie, nach Unterwerfung der Thüringer und Chatten bis zur Werra und Fulda sowie in die Rhön hinein (d. h. weite Teile des heutigen Hessens umfassend), das schon im 6. Jahrhundert angeschlossen war und unter Pippin dem Mittleren nach Südosten in das heutige Franken hin expandierte. Dieses weit nach Osten reichende Gebiet sowie Mainfranken südlich des Mains zählt nicht zu den Rheinlanden. Nördlich bis etwa zu einer Höhe von Bonn stießen im 6. Jahrhundert die Sachsen so weit nach Westen vor, dass rechtsrheinisch zur Merowingerzeit am Niederrhein nur ein schmaler fränkischer Streifen verblieb, der als ungesichertes Terrain galt, so dass die Anbindung der rechtsrheinischen Niederrhein-Gebiete an den fränkischen Reichsverband nur locker war.
Unter den Karolingern lag der gesamte Rhein von der Quelle bis zur Mündung innerhalb des Fränkischen Reiches. Die Alemannen und Friesen hatten sich zur Zeit Karls des Großen freiwillig dem fränkischen Reich subordiniert, während die Sachsen mit Gewalt unterworfen worden waren. Da Karl der Große als seine Hauptresidenz Aachen wählte, verlagerte sich der Mittelpunkt des Reiches wieder in die Gebiete am Rhein. Zusätzlich wurde die schon zu in der Merowingerzeit begonnene Christianisierung mittels Klostergründungen, ausgehend von den Erzbistümern Köln, Mainz und Trier verstärkt. Hierdurch wurde die Verbreitung des Christentums in dem Gebiet zwischen Maas, Mosel und Rhein vollendet. Weiterhin wurde dieser Bereich auch zu einem der kulturellen Zentren des Frankenreiches, das wieder in den ursprünglichen Siedlungsgebieten in Bereichen des Rheins lag.

Die Gebietsaufteilung im Vertrag von Meerssen 870

Bei der Aufteilung des Karolingerreiches nach dem Tode von „Karl dem Großen“ wurde das weitgehend ab Ende des 3. und 4. Jahrhunderts von Franken besiedelte Kerngebiet (Austrasien) im Teilungsvertrag von Verdun (843) überwiegend dem Mittelreich von Lothar I. zugeordnet. Im Vertrag von Meersen (870) wurden aber der nordöstliche Bereich von diesem „Mittelreich“ wieder vom Ostfrankenreich übernommen und damit das alte Siedlungsgebiet der Franken unter dem Deutschen König Ludwig weitgehend erneut vereinigt. Allerdings bestand danach über die Jahrhunderte bis zum 20. Jahrhundert ein ständiger Interessenkonflikt zwischen Frankreich und Deutschland über die politische Zugehörigkeit vieler dieser linksrheinischen Gebiete.
Die Bevölkerungsstruktur im Frühmittelalter zur Zeit der Karolinger ist vorstehend angeführt. Im Hochmittelalter gehörten die fränkischen Siedlungsgebiete im Bereich des Rheins fast vollständig zu den drei Erzbistümer Köln, Mainz und Trier. Mit den Suffraganbistümer Lüttich und Utrecht war zu diesem Zeitpunkt Köln überwiegend für die fränkischen Gebiete nördlich des Moselgebietes zuständig, die aktuell östlich der Maas als Rheinland bezeichnet werden. Das Erzbistum Trier, Bestandteil des Herzogtums Lothringen zu dieser Zeit, umfasste das Moselgebiet und alle weiteren südlichen Suffraganbistümer in diesem Herzogtum, während zum Erzbistum Mainz unter anderem die südlichen Gebiete am heutigen Oberrhein mit den Suffraganbistümern Straßburg, Speyer und Worms gehörten.
Schwerpunkt des Herrschaftsgebietes für das Erzbistum Köln waren große linksrheinische von Franken besiedelte Bereiche, während rechtsrheinisch nördlich der Mainmündung in den Rhein nur ein relativ schmaler Streifen zum historisch fränkischen Siedlungsgebiet zählte. Durch die territoriale starke Zersplitterung, die besonders nach dem Hochmittelalter mit der dann deutlich geringeren weltlichen Machtbasis für die Deutschen Kaiser und den Erzbischöfen (später die Fürstbischöfe) begann, war dann über die Jahrhunderte hinweg keine historisch gewachsenen politische Einheit dieser Länder am Rhein vorhanden. Erschwerend kam hinzu, dass bis zu Beginn des 19. Jahrhunderts sich lokale Herrscher in diesem Gebiet häufig mit Frankreich zeitweise verbündeten, um für ihr Herrscherhaus territoriale Vorteile zu erlangen.

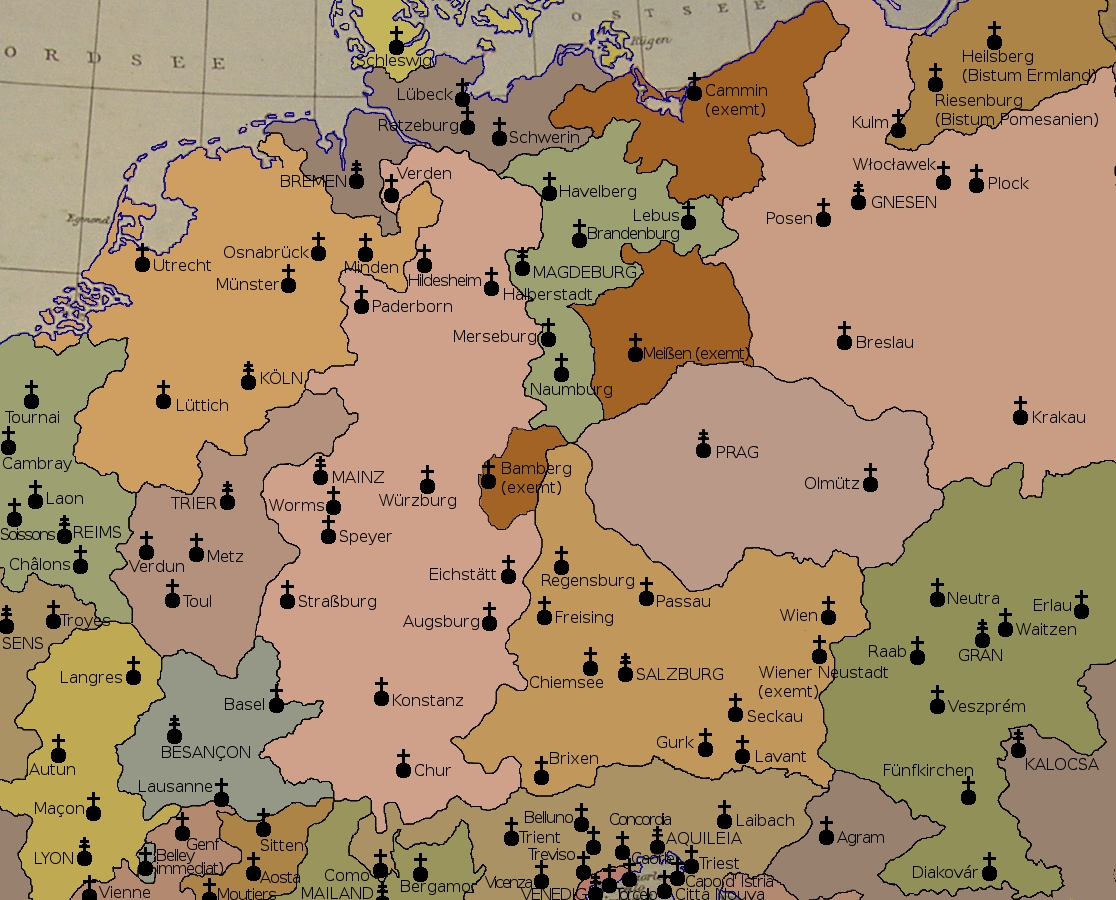
Kirchenprovinzen und Bischofssitze in Mitteleuropa um 1500

## Namensherkunft
Das im Sprachgebrauch des 21. Jahrhunderts antiquiert und literarisch anmutende Wort „Lande“ als Plural von „Land“ ist zugleich ein historisierendes. Es wurde ursprünglich auf das Haus Burgund im frühen 15. Jahrhundert angewandt. Dort sind die Niederen Lande (d. h. Flandern, Brabant, Holland und Luxemburg) von den Oberen Landen (d. h. dem burgundischen Kernland um das Herzogtum und die Freigrafschaft Burgund) unterschieden.
Der preußische Sprachgebrauch kennt die Bezeichnung „Lande“ in anderen geographischen Zusammenhängen, wie die Hohenzollernsche Lande und die „Lande zwischen Rhein und Maas“. Letztere betreffen die vier von den französischen Revolutionsarmeen nach 1794 in den Koalitionskriegen eingerichteten „Départements Réunis“ (d. h. das Saar-Departement, das Donnersberg-Departement, das Rur-Departement und das Rhein- und Mosel-Departement), die vor dem Wiener Kongress bis zum Zusammenbruch des Kaiserreiches unter Napoleon entstanden waren.
Eine Übertragung des „Lande“-Begriffs auf die nördlich der Pfalz liegenden Rheingebiete ist erst ab Beginn des 19. Jahrhunderts nachweisbar. Nach dem Wiener Kongress wurden die linksrheinischen Gebiete nördlich des Elsass mit Rheinhessen an das Großherzogtum Hessen, die Pfalz an das Königreich Bayern und alle übrigen Rheingebiete an Preußen angegliedert. Von diesen nun preußischen Gebieten gehörten vor Beginn des 19. Jahrhunderts nur das ehemalige Herzogtum Kleve, die Grafschaft Moers und Teile Obergelderns zu Preußen. Neuerwerbungen waren das frühere Herzogtum Jülich-Berg und die früheren Erzstifte Köln und Trier. Alle diese preußischen „Westlande“, die am oder im Bereich des Rheines lagen, wurden 1822 zur Rheinprovinz zusammengefasst. Synonyme für dieses Territorium, das bis 1945 auch noch innerhalb des geeinigten Deutschen Reiches bestand, sind Rheinland, Rheinpreußen oder auch Preußische Rheinlande.
Die Zusammenlegung von seit dem Mittelalter bestehenden Einzelterritorien über die Vorstufen Provinz Großherzogtum Niederrhein und Provinz Jülich-Kleve-Berg 1822 zu der Rheinprovinz gestaltete sich deshalb zunächst als ein artifizieller Schritt. Von den Preußen wurden bis etwa 1830 die preußischen Gebiete am Rhein noch als „Rheinprovinzen“ bezeichnet und waren damit die Lande am Rhein. Beispielsweise wurde 1828 zum Provinziallandtag „der Rheinprovinzen“ eingeladen. Erst nach 1830 wurden sprachlich aus den bisherigen Provinzen der Rheinlande die „einheitliche“ Rheinprovinz.
Im Laufe des darauffolgenden Jahrhunderts bis zur Weimarer Republik wurden die Rheinlande als Kulturraum mit gemeinsamen Wurzeln, motiviert durch die Abgrenzungsbestrebungen gegen Frankreich, das den Rhein als „natürliche Ostgrenze“ für sich beanspruchte, einerseits und gegen Preußen andererseits, aus verschiedenen Perspektiven durch Literaten, Philosophen und Historiker entdeckt und geschaffen. Je nach politischer Lage wurde im Kaiserreich sowie in der Weimarer Republik der Begriff mal weiter und mal enger ausgelegt. Im Zuge der Rheinromantik verwischen sich häufig Mythen und Fakten, so dass noch heute das Rheinische als kulturelle Identität nur sehr schwer zu fassen und abzugrenzen ist.
Als Kriterien für den Zusammenhalt der „Rheinlande“ als dem „fränkischen Ausschnitt aus dem Stromgebiet des Rheins“ (Martin Spahn) stellen verschiedene Historiker der Weimarer Republik das Festhalten am Katholizismus, eine liberale Geisteshaltung und Distanz zum Preußentum, den Fluss als Verkehrsstraße sowie den damit gebildeten zusammen gehörenden Wirtschaftsraum ab.

## Verwendung der Bezeichnung Rheinlande
Die ehemalige häufigere Verwendung der Bezeichnung Rheinlande unter den Preußen ab 1815 und nach 1871 auch im Kaiserreich ist aktuell weitgehend nur noch eingeschränkt unter Historikern gebräuchlich. Frühe Beispiele der Verwendung sind der Name des 1829 gegründeten Kunstvereins für die Rheinlande und Westfalen sowie der erste Reiseführer über die „Rheinlande“ von Karl Baedeker in seiner Erstausgabe von 1854. Dieser bezog sich auch noch auf das Gebiet von Basel am Oberrhein bis zur niederländischen Grenze bei Kleve. Ein weiteres Beispiel ist die Kulturzeitschrift Die Rheinlande, deren Herausgeber der Schriftsteller Wilhelm Schäfer bis 1905 und anschließend der Verband der Kunstfreunde in den Ländern am Rhein war. Diese Zeitschrift – Nebentitel Monatsschrift für deutsche Kunst – erschien von Oktober 1900 bis 1922. Ihren Titel verstand Schäfer programmatisch. Alle Länder „am Rhein“ wurden als Teil eines Kulturraums Rheinlande begriffen. Mit der Zeitschrift wollte er den kulturellen Merkmalen der Rheinlande, die er vor allem als Kulturlandschaft bzw. Kulturraum verstand, auf den Grund gehen und ihre Kunst „wiederentdecken“.

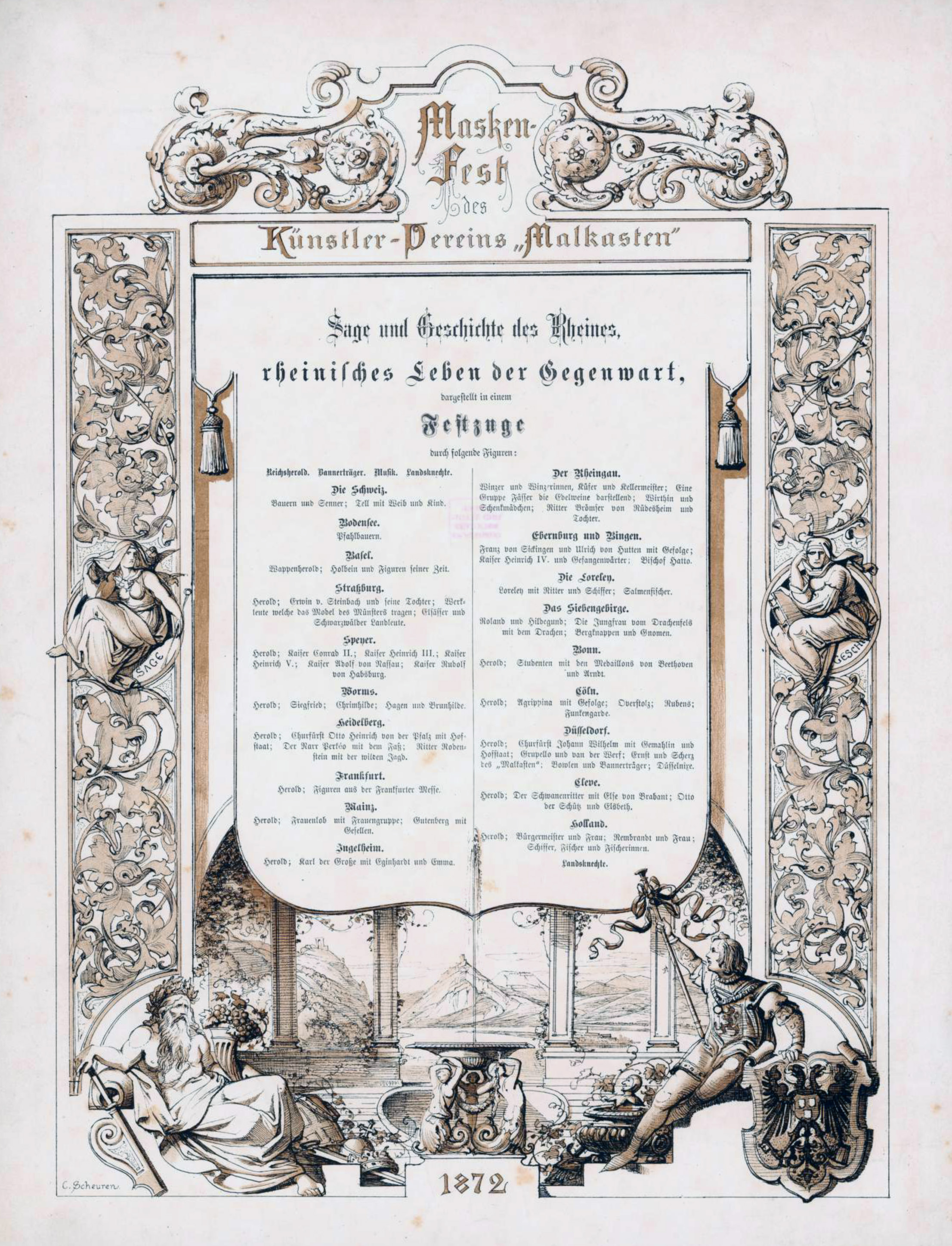
Caspar Scheuren: Maskenfest des Künstler-Vereins „Malkasten“, 1872 – Nach einem Festzug, den der Düsseldorfer Künstlerverein Malkasten in der Gründerzeit veranstaltete, wurden die Rheinlande als Sagen- und Geschichtsraum von der Schweiz bis Holland verstanden.

Heute werden die Gebiete am Oberrhein nicht mehr zum Rheinland gezählt. Eine gängige Auslegung des „Rheinischen“ vom siedlungs- und kunsthistorischen Standpunkt aus bezieht sich nun auf Gebiete zwischen Maas als Westgrenze, Mosel als Südgrenze und Rhein als Ostgrenze. Diese Begrenzung wird auch vom Reclams Kunstführer „Rheinlande – Westfalen“, Ausgabe von 1959, verwendet. Sieht man von Rheinhessen ab, das ebenfalls enthalten ist, wird darin eine ganzheitliche Erfassung der Baudenkmäler beiderseits des Rheins ab etwa Mainz vorgenommen.
Das 1920 von Hermann Aubin gegründete „Institut für geschichtliche Landeskunde der Rheinlande“ an der Universität Bonn, das ab 1925 von der preußischen Rheinprovinz mitfinanziert wurde, hatte ursprünglich den politischen Hintergrund, zur Abwehr französischer Ansprüche landesgeschichtliche, kirchengeschichtliche, alltagsgeschichtliche, soziale und linguistische Gemeinschaftsstrukturen dieser übergreifenden Gebiete am Rhein zu erforschen. Das Institut wurde zwar nach 1945 aufgelöst, aber es gibt aktuell an der Universität als Nachfolge noch die „Abteilung der Rheinischen Landesgeschichte“. Die Forschungsthemen haben sich wenig geändert, konzentrieren sich jedoch heute frei von ideologischen Zwängen auf eine Kernregion des Rheins von Koblenz bis Düsseldorf unter Einbeziehung der Eifel. Weiterhin wurde 1925 ein „Verein der geschichtlichen Landeskunde der Rheinlande“ gegründet, der noch aktiv ist.
Ein typisches Beispiel für die aktuelle Verwendung des Ausdrucks „Rheinlande“ ist der Geschichtliche Atlas der Rheinlande. Bereits dessen Vorläufer, der „Geschichtliche Atlas der Rheinprovinz“ unter Wilhelm Fabricius von 1897, hatte bereits die Preußischen Rheinlande zum räumlichen Inhalt. Unter Bezug auf die historischen diversen Herrschaftsgebiete, den Rheinlanden, wurden für diesen Bereich mit Unterstützung der Gesellschaft für Rheinische Geschichtskunde und dem Landschaftsverband Rheinland für das Areal im Bereich des Rheines ab Beginn der 1980er Jahre sowohl Kartenblätter als auch zusätzliche umfangreiche Arbeiten diverser Autoren über den Kulturraum beiderseits des Rheins zwischen der niederländischen Grenze und südlich bis in die Rheinpfalz herausgegeben. Eckpunkte für die Kartenblätter sind im Norden Millingen van de Rijn/NL bis Oelde in Westfalen und im Süden Thionville/F an der Mosel bis Lambrecht in der Pfalz.
Umfangreiche zusätzliche historische Untersuchungen und Ausarbeitungen gibt es inzwischen zu den Kartenblättern der rheinischen Territorien Berg, Geldern, Kleve und Kurköln, während für Jülich und Kurtrier noch größere Lücken bestehen. Untersucht wurden die verschiedensten Aspekte (z. B. Siedlungs- und Sprachgeschichte, Kulturgeographie, vorromanische Kirchenbauten, jüdische Besiedlung im Mittelalter, Bevölkerungsentwicklung vom Wiener Kongress bis heute und viele weitere Themen). Zu diesen neueren Beiträgen im Bereich der Bildung und Kultur und deren Entwicklung im Rheinland gehören die Beiträge von Andreas Rutz und Kurt Wesoly, die unter anderem Quellen zur Bezeichnung Rheinlande anführen.
Eine neuere Aufstellung von „Aufsätzen in Zeitschriften und Sammelwerken bis 1915“ wurde 2010 zur „Geschichte der Rheinlande“ veröffentlicht.

## Literatur

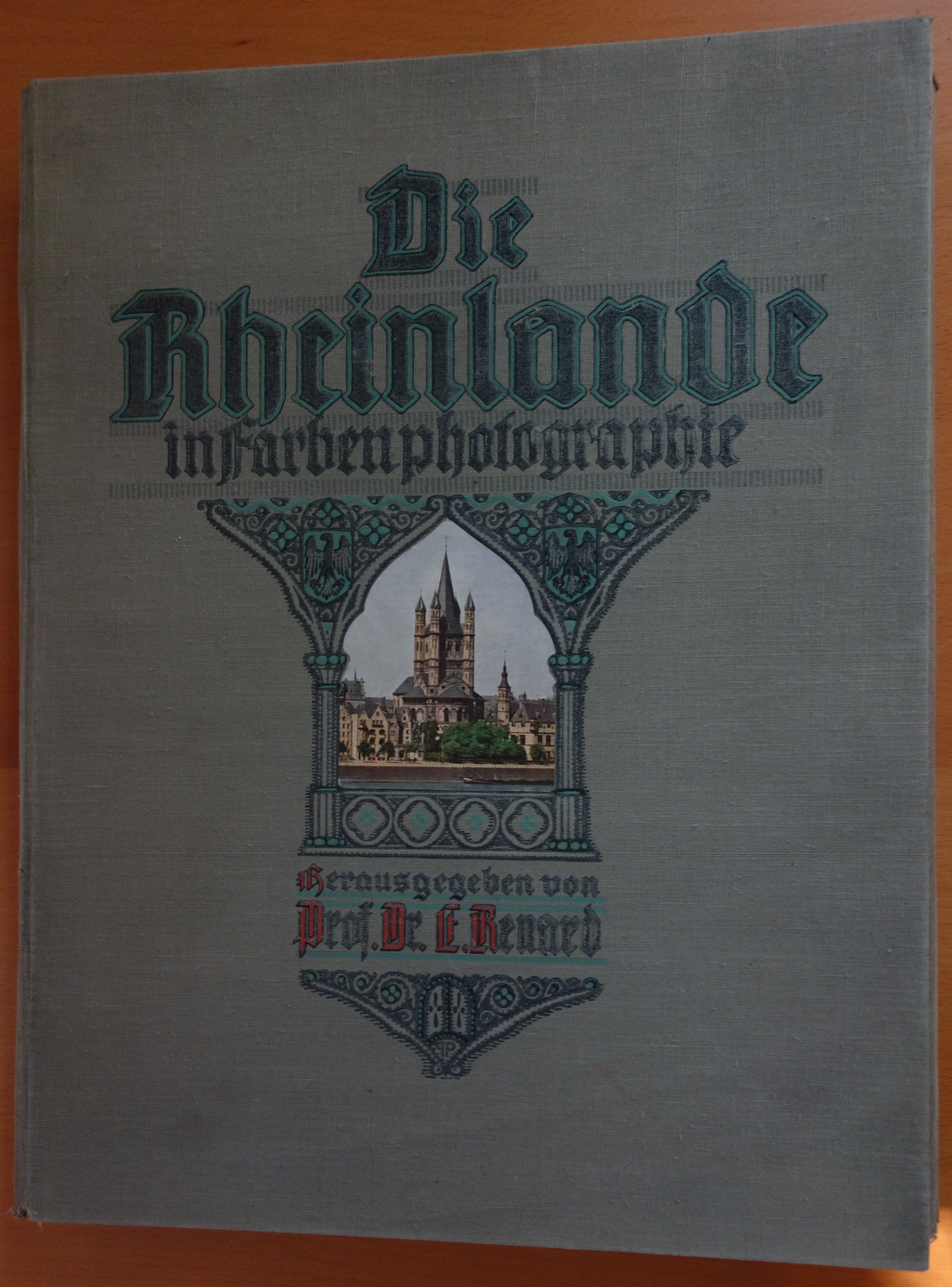
Bucheinband von Die Rheinlande in Farbenphotographie, Berlin und Köln 1921